# 뒤센 웃음과 팬암 웃음
뒤센 웃음 혹은 뒤센 미소는 실제 웃기거나 기쁜 일이 있을 때 나타나는 웃음, 그 표정 상태이다.
팬암 웃음 혹은 팬암 미소는 우스운 느낌의 유발 없이 표정의 인위적 변화로 유발된 웃는 표정 상태이다.